# Гур'янов Георгій Костянтинович
Георгій Костянтинович Гур'янов (псевдонім: «Густав», нар. 27 лютого 1961, Ленінград — пом. 20 липня 2013, Санкт-Петербург) — радянський та російський художник та рок музикант, колишній барабанщик рок-гурту «Кино».

## Біографія
Георгій Гур'янов народився 27 лютого 1961 у Ленінграді. Після закінчення міської художньої школи № 1 у 1975 вступив до училища імені Сєрова, у якому провчився один рік, оскільки почав більш активно займатися музикою. З дитинства навчався гри на балалайці, домрі, піаніно та гітарі. У 1982 познайомився з Віктором Цоєм, після чого, у 1984–1990 виступав у рок-гурті «Кино» як ударник, аранжувальник пісень, автор басових партій, а також бек-вокаліст, крім цього, також брав участь у проекті «Поп-механика». В цей час, відчуваючи певну заздрість до Віктора Цоя та його музичного й поетичного таланту, займався розробкою власного образу зірки, але його зусилля виявилися марними. У 1988–1989 знову почав займатися живописом. Разом з художником Тимуром Новіковим брав участь у спільних проектах «0-революция» та «0-объект». У живописі завжди був прихильником неоакадемізму, а після перегляду фільму Райнера Вернера Фассбіндера «Керель» у творчості Гур'янова з'явилась також матроська тематика.
Був професором Петербурзької Нової Академії образотворчих мистецтв (з 1993), працював з галереєю «Д137».

## Хвороба та смерть
Останні роки Гур'янов тяжко хворів, у нього був діагнозований гепатит C з онкологією печінки та підшлункової залози. 21 червня 2013 року Георгія Гур'янова виписали із лікарні ім. Боткіна. На лікування музиканта збирали гроші у шанувальників групи, звертаючись до них через ЗМІ. На зібрані кошти місяць музиканта лікували у Німеччині, де він проходив курс хіміотерапії, проте курс процедур не допоміг і останні дні він знаходився вдома в тяжкому стані. Помер 20 липня 2013 року в Санкт-Петербурзі.
Відспівування пройшло 25 липня в Ніколо-Богоявленскому морському соборі в Санкт-Петербурзі. Похований на Смоленському кладовищі.

## Особисте життя
Георгій Гур'янов був геєм. Вважається що він помер від хвороб спричинених СНІДом.

## Творчість
Георгій Гур'янов дотримувався неоакадемічної традиції живопису, при цьому у своїй творчості він звертався до монументальних образів під впливом естетики радянського плакату та фотографій 1920—30-х років. Брав участь у декількох виставках у США та Росії, у 1993 у Санкт-Петербурзі проходила персональна виставка Гур'янова. Його праці є також у Колекції сучасного мистецтва Музею-заповідника Царицино (Москва), а також у музеях Лос-Анджелеса та Нью-Йорка (США).
Друг художника Денис Єгельський зазначив: «В образотворчому мистецтві другої половини 80-х років було лише два напрямки. Офіційне називалося соцреалізм і мало монолітну структуру. Протиставлявся йому нонконформізм, що включав в себе безліч різних течій. Творчість Георгія Гур'янова, який не належав до жодного з цих напрямків, стоїть осібно в історії образотворчого мистецтва останньої чверті XX століття.»